# الكنيسة الروسية الأرثوذكسية

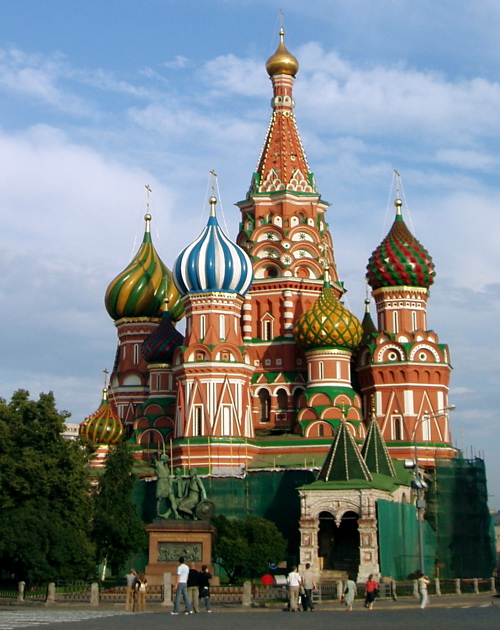
كاتدرائية القديس باسيل في موسكو

الكنيسة الروسية الأرثوذكسية لبطريركية موسكو (بالروسية:Русская Православная Церковь Московского Патриархата)، وتعرف أيضًا بكنيسة روسيا الأرثوذكسية المسيحية. هي أكبر كنيسة أرثوذكسية شرقية مستقلة، حيث يربو عدد أتباعها على 150 مليون شخص، وتعدّ الكنيسة الوطنية لروسيا ومقر بطريركها هو موسكو. وقد وصلت المسيحية الأرثوذكسية الشرقية للبلدان السلافية الشرقية بفضل جهود مبشرين يونانيين بُعثوا من القسطنطينية عاصمة الإمبراطورية البيزنطية في القرن التاسع الميلادي.

## لمحة تاريخية
في عام 988م قام فلاديمير الأول أمير كييف (المعروف لاحقا بالقديس فلاديمير) باعتناق المسيحية على المذهب الأرثوذكسي داعيا جميع رعاياه على الدخول في هذه الديانة أيضا. ومع قدوم القرن الرابع عشر استقر مقر رئيس أساقفة كييف وعموم روسيا (رئيس الكنيسة الروسية) في موسكو، واحتفظت الإمارات الروسية الغربية بأبرشيات مستقلة ولكنها خضعت بدورها في وقت لاحق لسلطة موسكو.
اعتبر الروس الأرثوذكس موسكو بأنها روما الثالثة (بعد القسطنطينية الملقبة بـ"روما الثانية") وبأنها آخر حصن للعقيدة الأرثوذكسية الحقة، وهكذا في عام 1589 نال رئيس الكنيسة الروسية لقب بطريرك واضعا نفسه بمرتبة بطاركة القسطنطينية، الإسكندرية، أنطاكية وأورشليم.
تسببت إصلاحات البطريرك Nikita Minin نيكيتا مينون (1605- 1681) بانقسام في جسم الكنيسة الروسية. وفي عام 1721 قام الإمبراطور بطرس الأول بإلغاء البطريركية جاعلا الكنيسة من مؤسسات الدولة يدير شؤونها مجلس للأساقفة.

## حاضر الكنيسة
أعيد تأسيس البطريركية عام 1917 قبل شهرين من بدء الثورة البلشفية وذلك بتنصيب تيخون كبطريرك للكنيسة، ولكن تحت الحكم السوفييتي كانت الكنيسة محرومة من حقوقها القانونية وتعرضت لعملية قمع واضطهاد وخسرت الكثير من أتباعها نتيجة سيادة الفكر الإلحادي في الاتحاد السوفييتي وفي عام 1925 سجن البطريرك وقتل بأمر السلطات، ولكنها شهدت نهضة روحية كبيرة عقب انهياره عام 1991 حيث عاد إليها الملايين من الروس.
خلف البطرير تيخون عدة بطاركة لرعاية الكنيسة في تلك الحقبة الصعبة، وهم:
- البطريرك سيرجيوس (1943-1944)

صليب الكنيسة الروسية ذو العوارض الثلاث

- البطريرك اليكسيوس الأول (1945-1970)
- البطريرك بيمين (1971-1989)
- البطريرك أليكسي الثاني من 7 يونيو 1990 حتى تاريخ وفاته في 5 ديسمبر 2008.
- البطريرك كيريل الأول 2009 وما زال.

للكنيسة الروسية اليوم 150 أسقفية و242 دير. وقد انفصلت الكنيسة الروسية الأرثوذكسية في الولايات المتحدة عن الكنيسة الأم في موسكو عام 1970.
ويتبع للكنيسة الروسية الأرثوذكسية عدة كنائس أرثوذكسية خارج روسيا، أبرزها: الكنيسة اليابانية الأرثوذكسية، الكنيسة الأوكرانية الأرثوذكسية، الكنيسة الصينية الأرثوذكسية والكنيسة الكورية الأرثوذكسية.

## وصلات خارجية
- الموقع الرسمي للكنيسة الروسية الأرثوذكسية